# Грей, Фрэнк
Фрэ́нсис «Фрэнк» Ти́рни Грей (англ. Francis "Frank" Tierney Gray; род. 27 октября 1954, Глазго) — шотландский футболист, игравший на позиции левого защитника. По завершении игровой карьеры — тренер. Участник чемпионата мира 1982 года в составе национальной сборной Шотландии.

## Клубная карьера
Фрэнк Грей является воспитанником «Лидс Юнайтед», где тогда играл его старший брат Эдди. Во взрослом футболе он дебютировал за основную команду клуба 10 февраля 1973 года в поединке с «Лестер Сити» (0:2), но долгое время был запасным игроком, проигрывая конкуренцию слева в защите более опытному Терри Куперу. В 1973 году он вышел с командой в финал Кубка обладателей кубков, в котором «Лидс» проиграл «Милану» со счётом 0:1. В том же году он играл с клубом и в финале Кубка Англии, проиграв с тем же счетом «Сандерленду». Также Грей выиграл с командой чемпионат Англии в 1974 году, но сыграл в том турнире лишь 6 игр.
Только после ухода Купера в 1975 году Грей стал основным защитником «Лидса». В том же году он дошёл с командой до финала Кубка европейских чемпионов, но и здесь «Лидс» проиграл, на этот раз «Баварии» со счетом 0:2. Всего Фрэнк провёл в родном клубе семь сезонов, приняв участие в 193 матчах чемпионата.
В 1979 году Грей за 500 000 фунтов стерлингов присоединился к клубу «Ноттингем Форест», который возглавлял Брайан Клаф, ранее работавший с шотландцем в «Лидсе». Он сразу стал основным игроком и сыграл в своём втором финале Кубка европейских чемпионов в 1980 году, благодаря чему стал первым игроком, который появился в финале в составе двух разных английских клубов. На этот раз футболисту удалось завоевать трофей, поскольку «Форест» победил со счетом 1:0 западногерманский «Гамбург». В том же году он также выиграл с клубом Суперкубок УЕФА и вышел с командой в финал Кубка английской лиги, но «Ноттингем» проиграл там «Вулверхэмптон Уондерерс».
В 1981 году Грей вернулся в «Лидс», приняв приглашение главного тренера и бывшего товарища по команде Аллана Кларка. Трансферная сделка в размере 300 000 фунтов стерлингов вернула Грея на «Элланд Роуд», но в первом сезоне после возвращения Фрэнка «Лидс» вылетел из высшего дивизиона. Поэтому Кларк был уволен, а брат Фрэнка Эдди Грей возглавил команду. Младший Грей играл четыре года под руководством брата, но «Лидс» так и не смог вернуться в элиту, после чего в 1985 году оба брата покинули родной клуб. Всего Фрэнк Грей сыграл за «Лидс» в 332 матчах чемпионата и забил 27 голов.
Впоследствии с 1985 по 1989 год играл в составе «Сандерленда», а завершил игровую карьеру в команде «Дарлингтон», в которой выступал на протяжении 1989—1992 годов и был играющим тренером. В дальнейшем тренировал ряд небольших английских клубов.

## Карьера в сборной
7 апреля 1976 года Грей дебютировал в официальных играх в составе национальной сборной Шотландии в товарищеском матче со Швейцарией (1:0). 23 марта 1982 года он забил первый гол за сборную в товарищеском матче против Нидерландов (2:1). В составе сборной был участником чемпионата мира 1982 года в Испании, где сыграл во всех трёх матчах, но его команда не вышла из группы. Всего в течение карьеры в национальной команде, которая длилась 8 лет, провел в её форме 32 матча, забив 1 гол.

## Достижения
«Лидс Юнайтед»
- Чемпион Англии: 1973/1974

«Ноттингем Форест»
- Обладатель Кубка европейских чемпионов УЕФА: 1979/1980
- Обладатель Суперкубка УЕФА: 1979

## Личная жизнь
Сын Фрэнка, Энди Грей, также стал профессиональным футболистом и играл за «Лидс Юнайтед». Его племянник, Стюарт Грей, сын брата-футболиста Эдди, также был профессиональным футболистом и выступал в частности за «Селтик».